# Eino Saastamoinen
Kaarlo Eino "Stigi" Saastamoinen (Hèlsinki, 9 d'octubre de 1887 – Hèlsinki, 4 de desembre de 1946) va ser un gimnasta finlandès que va competir a començaments del segle xx.
El 1912 va prendre part en els Jocs Olímpics d'Estocolm, on va guanyar la medalla de plata en el concurs per equips, sistema lliure del programa de gimnàstica.